# Ole Ritter
Ole Jørgen Phister Ritter (Slagelse, 29 de agosto de 1941) es un deportista danés que compitió en ciclismo en las modalidades de ruta y pista.
Sus mayores éxitos en carretera son la victoria en tres etapas del Giro de Italia, en los años 1967, 1969 y 1971. Además, ganó dos medallas de plata en el Campeonato Mundial de Ciclismo en Ruta de 1962.
En pista obtuvo una medalla de plata en el Campeonato Mundial de Ciclismo en Pista de 1968, en la prueba de persecución individual.
Participó en los Juegos Olímpicos de Tokio 1964, ocupando el séptimo lugar en la prueba de contrarreloj por equipos y el 74.º lugar en la carrera de ruta.

## Medallero internacional

### Ciclismo en ruta
| Campeonato Mundial | Campeonato Mundial | Campeonato Mundial | Campeonato Mundial           |
| Año                | Lugar              | Medalla            | Competición                  |
| ------------------ | ------------------ | ------------------ | ---------------------------- |
| 1962               | Saló (Italia)      | Medalla de plata   | Ruta (A)                     |
| 1962               | Saló (Italia)      | Medalla de plata   | Contrarreloj por equipos (A) |

### Ciclismo en pista
| Campeonato Mundial | Campeonato Mundial | Campeonato Mundial | Campeonato Mundial         |
| Año                | Lugar              | Medalla            | Competición                |
| ------------------ | ------------------ | ------------------ | -------------------------- |
| 1968               | Roma (Italia)      | Medalla de plata   | Persecución individual (P) |

## Palmarés

### Ruta
1962
- 2.º en el Campeonato del mundo en contrarreloj por equipos

1967
- 1 etapa del Giro de Italia

1968
- Récord de la hora homologado por la UCI de 1968 a 1972
- Trofeo Matteotti
- Medalla de plata en los campeonatos del mundo de persecución

1969
- 1 etapa del Giro de Italia
- 1 etapa del Giro de Cerdeña

1970
- Gran Premio de Lugano
- 1 etapa de la París-Niza
- Gran Premio de Industria de Belmonte-Piceno

1971
- 1 etapa del Giro de Italia
- 1 etapa del Giro de Cerdeña

1974
- Gran Premio de Lugano
- 1 etapa de la Vuelta a la Comunidad Valenciana

### Pista
1974
- - 1.º en los Seis días de Herning (con Leo Duyndam)

1975
- - 1.º en los Seis días de Herning (con Leo Duyndam)

1976
- Campeón de Europa de Derny

1977
- - 1.º en los Seis días de Copenhague (con Patrick Sercu)

## Resultados

### Grandes Vueltas
| Carrera | Carrera         | 1967 | 1968 | 1969 | 1970 | 1971 | 1972 | 1973 | 1974 | 1975 | 1976 | 1977 |
| ------- | --------------- | ---- | ---- | ---- | ---- | ---- | ---- | ---- | ---- | ---- | ---- | ---- |
|         | Giro de Italia  | Ab.  | 49.º | Ab.  | 9.º  | 24.º | 11.º | 7.º  | Ab.  | —    | Ab.  | —    |
|         | Tour de Francia | —    | —    | —    | —    | —    | —    | —    | —    | 47.º | —    | —    |
|         | Vuelta a España | —    | —    | —    | —    | —    | —    | —    | —    | —    | —    | —    |